# Jean-Jacob Bicep

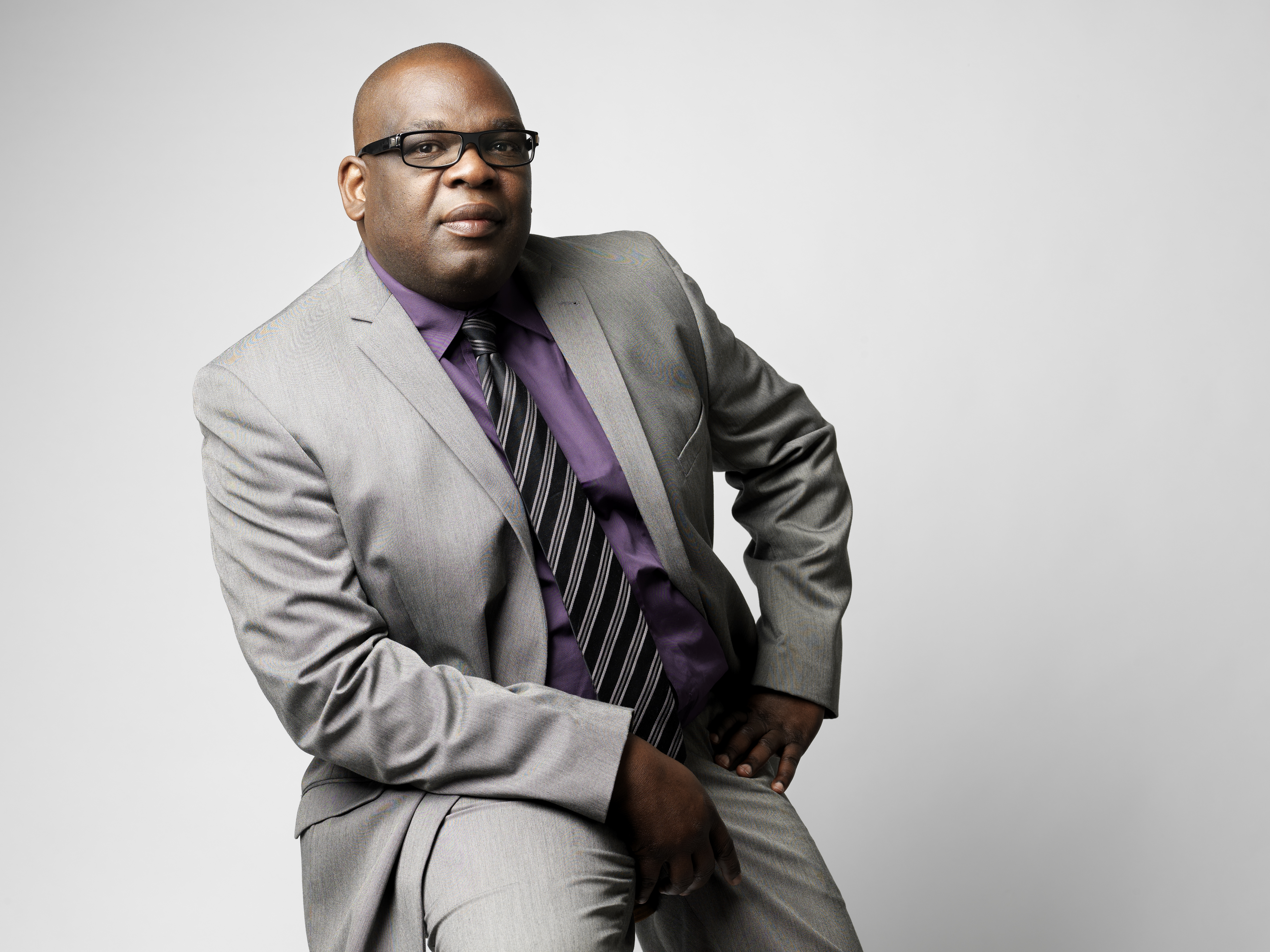
Jean-Jacob Bicep

Jean-Jacob Bicep (* 23. Juni 1965 in Sainte-Anne auf Guadeloupe) ist ein französischer Politiker der EELV.
Bicep besuchte die Universität Paris VIII. Dort legte er zunächst den Licence-Abschluss in Geisteswissenschaften mit der Fachrichtung Geografie und später den Maîtrise-Abschluss in Geografie mit der Fachrichtung Raumordnung ab. 2007 erzielte er den Master-Abschluss in Geopolitik und territorialen Rivalitäten am Institut Français de Géopolitique. Bei der RATP war er als kaufmännischer Angestellter, Teamleiter, Betriebsleiter sowie Sonderbeauftragter für Raumentwicklung tätig. Er war außerdem Kündigungsschutzberater bei der Departementdirektion für Arbeit und bei der CFDT, der Gewerkschaft der Eisenbahner Sekretär und Vorstandsmitglied der Union départementale.
Bicep war bei der grünen Partei Les Verts, die später in der EELV aufging, Sekretär der lokalen Gruppe im 20. Arrondissement von Paris. Dort war er zudem als Beigeordneter im Gemeinderat für das Straßen- und Wegenetz, Verkehr und Transport zuständig. Am 16. Mai 2012 rückte er als Abgeordneter in das Europäische Parlament nach.

## EU-Parlamentarier
Bicep ist Mitglied in der Fraktion der Grünen/Freie Europäische Allianz und Mitglied im Ausschuss für regionale Entwicklung und in der Delegation in der Paritätischen Parlamentarischen Versammlung AKP-EU.